# She Hates Me
She Hates Me (первоначально She Fucking Hates Me) — четвёртый и последний сингл американской рок-группы Puddle of Mudd с дебютного студийного альбома Come Clean, вышедший 13 августа 2002 года. Текст песни был написан Уэсом Скантлином и Джимми Алленом в 1993 году. Песня продолжила популярность группы после того, как она достигла 13-го места в чарте Billboard Hot 100, несмотря на то, что она была не так успешна как «Blurry». Песня также возглавила чарт Billboard Hot Mainstream Rock Tracks на одну неделю в октябре. Популярность «She Hates Me» сделала его вторым синглом Puddle of Mudd, который был продан тиражом более 500 000 экземпляров в Соединенных Штатах после «Blurry». Песня также достигла 14-го места в британском чарте UK Singles, что делает его третьим в топе 20 хитов и выиграла награду «2004 ASCAP Pop Music Award».

## О песне
Песня была написана после расставания Джимми Аллена с его подругой. Она сочетает в себе позитивную музыку с лирикой о расставании. Последовательность аккордов аналогична основной последовательности аккордов в песне «I Saw Your Mommy» группы «Suicidal Tendencies», которая привела к обвинениям Puddle of Mudd в плагиате песни.
На вкладке альбома есть фотокопия рукописных текстов каждой песни, в которой отображается оригинальное название песни: «She Fucking Hates Me» (с англ. — «Она чертовски ненавидит меня»). Название было изменено, чтобы сделать песню более приемлемой для публики, хотя эта строка всё ещё звучит в своём первоначальном виде в неотредактированной версии песни.

## Видеоклип
В видеоклипе группа персонажей, в том числе ученик старшей школы, уборщик и фаст-фуд. По мере того, как песня становится всё громче и искажённее, персонажи становятся всё более агрессивными и даже жестокими.

## Чарты
| Чарт (2002–2003)                    | Высшая позиция |
| ----------------------------------- | -------------- |
| Австралия (ARIA)                    | 9              |
| Австрия (Ö3 Austria Top 40)         | 7              |
| Бельгия/Фландрия (Ultratop 50)      | 25             |
| Германия (GfK)                      | 20             |
| Ирландия (IRMA)                     | 8              |
| Италия (FIMI)                       | 37             |
| Нидерланды (Single Top 100)         | 37             |
| Новая Зеландия (Recorded Music NZ)  | 49             |
| Шотландия (OCC Scotland)            | 10             |
| Швеция (Sverigetopplistan)          | 45             |
| Швейцария (Schweizer Hitparade)     | 23             |
| Великобритания (OCC UK Singles)     | 14             |
| США (Billboard Hot 100)             | 13             |
| США (Billboard Adult Pop Airplay)   | 30             |
| США (Billboard Alternative Airplay) | 2              |
| США (Billboard Mainstream Rock)     | 1              |
| США (Billboard Pop Airplay)         | 7              |